# مسودة دستور إسبانيا 1856
مشروع دستور إسبانيا 1856 والمعروف أيضا باسم «خالي الدسم» (بالإسبانية: non nata)‏ لأنه لم ينشر بسبب «الانقلاب المعادي للثورة» الذي قام به الجنرال ليوبولدو أودونيل فأنهى بها حقبة سنتا التقدميين في عهد إيزابيل الثانية، ثم أنزل مرسوما يقضي بإغلاق الجمعية التأسيسية المنتخبة في 1854. وجمع «مشروع الدستور 1856» أفكار أيديولوجية ليبرالية تقدمية وقد استسقت منه بعض الأفكار المتقدمة لإدراجها في دستور 1869 في حقبة ديموقراطية السنوات الست.

## التاريخ
بدأت فترة السنتين التقدميتين بعد انتصار ثورة 1854، وقد وفت حكومة الجنرال بالدوميرو إسبارتيرو الجديدة بوعدها في إجراء انتخابات برلمان تأسيسي وفقا للقانون الانتخابي لسنة 1837 مما أدى إلى ارتفاع عدد الناخبين من الذين يحق لهم التصويت في فترة العشرية المعتدلة إلى حوالي 500,000 أي بزيادة مائة ألف ناخب. وبالإضافة إلى ذلك تم استبدال الدوائر الفردية لقانون 1846 إلى المقاطعات المحلية. جرت الانتخابات في أكتوبر وكان النصر لمرشحي الحكومة -فقد حصلوا على نحو 240 مقعدا- حيث اندمجوا إلى ما يسمى ب «الاتحاد الليبرالي» التي شكلها المعتدلين «المتشددون»، والتقدميين «المعتدلين» بقيادة مانويل كورتينا. من بين أولئك المعتدلين الشاب أنطونيو كانوباس ديل كاستيو، أما المعارضة اليمينية التي شكلها المعتدلون فقد تمكنوا من الحصول على عشرين مقعدا، وعلى اليسار هناك الحزب الديمقراطي الذي نال على عدد مماثل من المقاعد. وفي يسار الوسط سبعين من نواب حزب التقدم «المتشددين»، وهم الذي رفضوا الاندماج في «الاتحاد الليبرالي» وترأسها سالوستيانو أولوزاغا وبيدرو كالفو آسينسيو والشاب براكسيديس ماتيو ساغاستا.
افتتح البرلمان التأسيسي جلساته بتاريخ 8 نوفمبر 1854 وبدأ على الفور في مناقشة الدستور الجديد الذي سيحل محل دستور 1845. فوافق على تسامح ديني خجول (الفقرة الثانية للمشروع، بعد الفقرة الأولى التي تذكر أن الأمة ملتزمة بدعم «الدين الكاثوليكي الذي يدين به الإسبان وقساوسته»، وأنه لن يتم اضطهاد أي شخص بسبب «آرائه ومعتقداته الدينية حتى يظهر لهم بأفعال فاضحة مخالفة للدين»). وتسببت تلك الفقرة في احتجاجات الأساقفة الاسبان وقطع العلاقات مع الفاتيكان الذي ازداد سوءا بعد تمرير مشروع باسكوال مادوث لمصادرة الأراضي المشاع في إسبانيا (الأملاك المدنية والكنسية العامة) المعروفة باسم مصادرة مادوث. فجاءت ضغوط على الملكة من التسلسل الهرمي الكاثوليكي وذلك بعدما ظهرت أحزاب كارلية تشجع على الاحتجاجات الدينية. ومع ذلك فبدلا من الموافقة على مقترح الديمقراطيين ب «حرية العقيدة» فقد تم رفضه في مجلس النواب حيث عارضته بقية المجموعات في الكورتيس. كما أنه لم تقبل مقترحاتهم بإنشاء التعليم الابتدائي المجاني والاقتراع العام (الذكور).

## المحتوى
أكد محتوى الدستور على مبدأ السيادة الوطنية، ولكنه الآن بالمطلق بحيث لا شيء يعتبر أمرا مفروغا منه، فجميع مؤسسات الدولة بما في ذلك التاج سيكون أساسها في إرادة الأمة. كما تم الاعتراف وعلى نطاق واسع بالحقوق السياسية وثبت ذلك للمرة الأولى في إسبانيا، واقر بنظام خاص للتسامح الديني. واستمر بالمحافظة على الاقتراع العام المباشر على أساس التعداد السكاني، وامتد ذلك أيضا إلى مجلس الشيوخ، وحد من الهيئة الانتخابية. بالإضافة إلى ذلك كما هو الحال في دستور 1812 فقد أعيد المجلس الدائم للكورتيس، الذي كانت مهمته ضمان التقيد بالدستور عندما يغلق البرلمان.
مواده هي أوسع من تلك التي وردت في دستور 1837 ودستور 1845. ويعتبر هذا الدستور جامد نوعا ما؛ بحيث يجعل أي عملية إصلاح داخلي معقدة نوعا ما؛ وهو الإجراء اتبعته جزئيا الدساتير التي صدرت بعد ذلك.